# Ribeira Sacra

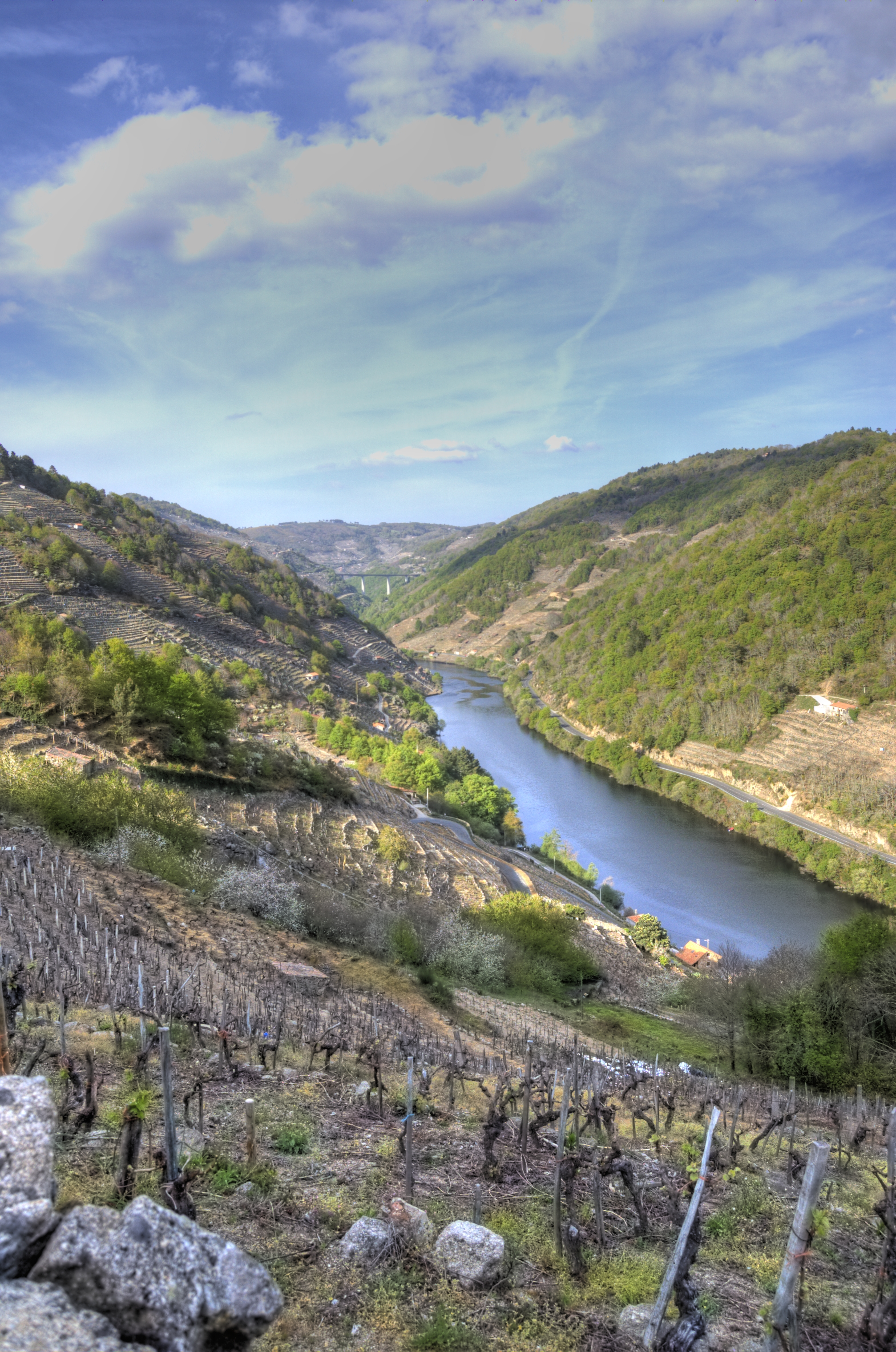
Vignes sur les flancs du Sil.

La Ribeira Sacra est une appellation d'origine protégée espagnole (Denominación de Origen, DO) pour les vins produits dans le sud de la province de Lugo et dans le nord de la province d'Ourense, en Galice, Espagne. Créée en 1997, la DO s'étend sur dix-sept communes différentes.

## Description

Localisation du Ribeira Sacra.

Les vignes sont plantées sur les pentes abruptes des vallées et canyons des cours d'eau Minho et Sil.
Trois types de cépage y sont exploités : Mencia (rouge), Alvarinho (blanc) et Godello (blanc).

### Sources
- (en) Cet article est partiellement ou en totalité issu de l’article de Wikipédia en anglais intitulé « Ribeira Sacra (DO) » (voir la liste des auteurs).